# Vínculo afectivo

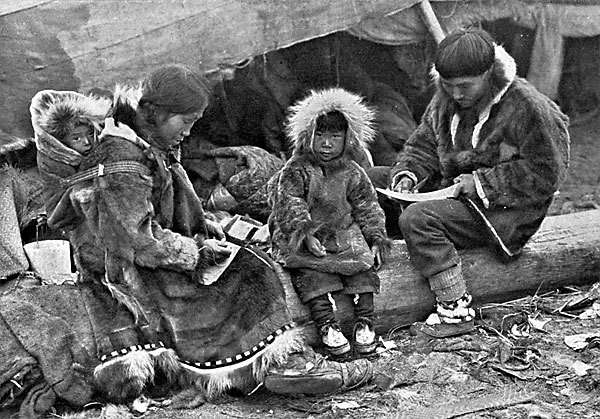
Para los bebés y los niños pequeños, el «objetivo» del sistema conductual es mantener o lograr la proximidad a las figuras de apego, normalmente los padres.

El vínculo afectivo es un sentimiento de amor y empatía el cual une a las personas a nivel interpersonal. Emociones como la solidaridad, comprensión, cariño y ayuda mutua nacen a partir de este vínculo.
La presencia temprana en la vida humana de un vínculo afectivo estable, duradero y adecuado es indispensable para un correcto desarrollo integral, ya que la seguridad y bienestar que estos brindan son clave para la autoestima y autonomía de los individuos a futuro.
El primer vínculo afectivo se forma con quienes ejercen el papel de padres durante los primeros años de vida, este no está relacionado directamente con la convivencia o los lazos de sangre, sino que es algo que se crea y construye progresivamente entre personas cuyas acciones den lugar a los sentimientos propios de este tipo de relaciones.

## Teoría del apego[4]
Teoría del apego: Fue creada por John Bowlby en la década de 1960. En esta época los investigadores usaron de objeto de estudio principalmente las relaciones de madres e hijos.
En teoría, los vínculos de apego suceden debido a un condicionamiento clásico, por ejemplo un bebé necesita de su madre ya que está lo alimenta, es decir es su forma de sobrevivir.
Bowlby creía que hay una razón evolutiva para este vínculo, ya que los niños al ser cuidados por sus padres y brindados de atención y cariño, haciendo que tengan una chance muy alta de llegar a la etapa adulta.
Fases del vínculo afectivo: Estás fueron propuestas por Peggy Emerson y Rudolph Schaffer, las cuales son:
Fase de pre-apego: Desde el nacimiento de un niño hasta los tres meses, no presentan signos de apego.
Fase de apego indiscriminado: A partir de los 3 meses y se extiende hasta los 7 años, los niños tienen preferencia por estar con su padre, sólo diferencian entre familiares y desconocidos.
Apego discriminado: Siete meses hasta el año, los niños muestran preferencia por la persona principal que los cuida, generando un concepto conocido como Ansiedad de separación, la cual explica que el bebé va a reaccionar negativamente a desconocidos.
Apegos múltiples: Los niños ya desarrollan el vínculo de apego con su figura principal (madre por ejemplo), dando la posibilidad de formar vínculos con diferentes personas como familiares o amigos. 
Los investigadores de esta época se centraron sobre todo en la relación entre las madres y sus hijos recién nacidos. Sin embargo, más tarde se descubrió que se podían extrapolar a muchas otras situaciones, como las relaciones de pareja o las de amistad.
La primera explicación para la aparición de vínculos de apego o afecto fue la de que surgen debido a un proceso de condicionamiento clásico. En el caso de las relaciones madre – hijo, el niño necesita a su cuidadora para que le provea de alimento. En su mente, por lo tanto, la madre se asociaría rápidamente a la supervivencia.
Sin embargo, Bowlby creía que tenía que haber alguna razón evolutiva para la aparición de los vínculos afectivos. Según su hipótesis, los niños nacerían con una tendencia predeterminada a formar estos lazos con sus cuidadores primarios.
Esto se debería a que, a lo largo de la historia, los niños que se mantuvieran próximos a su figura de apego tenderían a recibir más protección y confort; y, por lo tanto, tendrían más posibilidades de llegar con vida a la edad adulta. Por lo tanto, la selección natural provocó que esta tendencia a formar vínculos fuera pasando de generación en generación.
Los investigadores Peggy Emerson y Rudolph Schaffer estudiaron cómo surgían los vínculos afectivos en un estudio longitudinal con 60 niños. Estos fueron observados cada cuatro semanas durante su primer año de vida; y por último, otra vez cuando cumplieron 18 meses.
Con base en sus observaciones, Emerson y Schaffer descubrieron que la formación de vínculos afectivos pasaba por cuatro fases: pre – apego, apego indiscriminado, apego discriminado, y múltiples apegos.
- Fase de pre – apego:[5] Esta fase se extendería desde el nacimiento del niño hasta aproximadamente los tres meses de edad. En ella, los niños no muestran ningún síntoma de apego hacia sus cuidadores. Los bebés en la fase de pre – apego llamarían la atención de los adultos mediante el llanto, la sonrisa social y otros mecanismos innatos. Estos responderían a las llamadas del niño, y las respuestas positivas del bebé les reforzarían para que estuvieran pendientes de ellos.

- Fase de apego indiscriminado: A partir de aproximadamente los tres meses, hasta los siete, los niños comienzan a mostrar una preferencia por estar cerca de algunos de sus cuidadores. En esta etapa, el bebé comienza a desarrollar la sensación de que sus padres o las personas que se encargan de ellos van a ser capaces de responder a sus necesidades. En la segunda fase, los niños todavía aceptan los cuidados de personas desconocidas; sin embargo, ya comienzan a diferenciar entre aquellos con los que están familiarizados y aquellos con los que no. Sus respuestas serán más positivas hacia el cuidador primario (normalmente, la madre).

- Fase de apego discriminado: A partir de los siete meses y hasta aproximadamente el año de edad, los niños muestran una gran preferencia por su cuidador principal. En este momento, el bebé se siente muy inseguro cerca de desconocidos, y protestará si le dejan en manos de alguno de ellos. Por otra parte, es también en esta fase cuando los niños comienzan a mostrar ansiedad cuando se les separa de su cuidador primario. Esto es lo que se conoce como ansiedad de separación.

- Apegos múltiples: En esta última fase, los niños ya han desarrollado completamente el vínculo de apego con su figura de referencia primaria. Ahora pueden, por lo tanto, formar otros vínculos afectivos con personas que también son importantes en su vida. Así, en ocasiones tan pronto como a los nueve meses de edad, los bebés comienzan a reconocer a otros cuidadores además de la madre (o figura de referencia primaria). Estos pueden ser el padre, los abuelos, hermanos, amigos cercanos de la familia.

## Tipos de vínculos afectivos[6]

### El apego seguro
Es cuando la ausencia de la figura de apego no genera angustia ni preocupación excesiva. Se dice que los niños con apego seguro, son más felices ya que sus padres han sabido como satisfacer todas sus necesidades en las diferentes etapas de su VIDA. siempre haciendo que se sientan queridos y parte de la familia, siendo siempre empáticos, sensibles y estando disponibles para ellos.
De esta manera el niño se siente amado, su autoestima es positiva, confía en sus habilidades y en su valor, y tiene facilidad para comunicar sus sentimientos y emociones. Estos niños al convertirse en adultos suelen ser personas mucho más estables, que confían en ellos mismos y en las demás personas de su entorno.

### Los apegos inseguros
Hablamos de tipos de vínculos afectivos inseguros cuando el cuidado por parte de los padres hacia en niño no ha sido del todo satisfactorio como consecuencia de la falta de sensibilidad y de empatía.
En la edad adulta, estas personas no tienen una expectativa alta sobre la vida y acostumbran a valorarse poco e inicialmente desconfían las demás personas así ellas tengan buenas intenciones. Son inseguras y ansiosas. Suelen huir de las relaciones para evitar el malestar que estas a veces generan, pero, en cambio otras establecen vínculos dependientes con muchas personas sin llegar a ser profundos.
- Vínculo Evitativo: Se da en los niños que no lloran ni muestran claramente su disgusto cuando están alejados de su madre y que, cuando esta regresa junto a ellos, está cerca de éste y no muestran sus sentimientos, suponiendo que los mismos no serán satisfechos.
- Vínculo Ambivalente: Se da en los niños que, por un lado, buscan el consuelo de su madre cuando esta regresa, pero también, su dolor es tan profundo que lo muestran a través de la rabia, son niños muy irritables cuesta mucho consolarlos.
- Vínculo Desorientado-Desorganizado: Este es el por mucho el más grave de todos los vínculos inseguros. Son niños que quedan traumatizados desde corta edad. Cuando sus madres no están, no se sabe cómo responderán ni cómo será su comportamiento. Sus emociones van entre la angustia, buscar respuesta emocional en sus madres, sienten rabia, pueden llegar a evitarla y a alejarse.  Los niños que sufren este tipo de vínculo afectivo inseguro, se desarrollan con grandes dificultades para poder regular sus emociones y les cuesta mucho mantener relaciones sanas.

## Características de un vínculo afectivo
Las características que definen a un vínculo afectivo son la implicación emocional (Muestras de afecto que damos mediante contacto físico o expresiones verbales), el compromiso de un proyecto de vida con continuidad y la permanencia en el tiempo. El proceso de construcción de un vínculo afectivo depende de dos personas en el que cada una de ellas aporta, aunque sea un bebe, sus características diferenciales, generando así una relación única e irrepetible.

## Beneficios de vínculos afectivos seguros y sanos
Fomentan y ayudan a mejorar la comunicación familiar. Favorece la influencia de los padres en los hijos. Aportan confianza, seguridad y fortaleza a los niños. Ayudan a formar una autoestima sana. Forman unas bases seguras para futuros vínculos. Ayudan al desarrollo afectivo, social y cognitivo del niño.